# Calide ibne Barmaque
Calide ibne Barmaque (Khalid ibn Barmak; 705 - 782 (77 anos)) foi um membro da poderosa família persa dos barmécidas. Quando Bactro, a cidade natal dos barmécidas caiu frente às forças árabes em 663, Calide e seus irmãos foram levados para a guarnição de Baçorá, no Iraque, onde eles se converteram ao islã. O ancestral da família era um tal "Pramuque" (corrompido em em árabe: Barmak), um título criado pelo sumo-sacerdote do templo budista de Nawbahār..

## História
Calide teve um papel importante na formação e consolidação da Dinastia Abássida. Ele foi o primeiro barmécida sobre o qual temos mais informações. Ele apoiou a Revolta dos Abássidas de Açafá, que se tornaria o primeiro califa da dinastia. Em 747, ele foi colocado à frente da distribuição dos espólios da guerra contra os omíadas e, em seguida, assumiu o governo do distrito de Dair Cuna. Finalmente, em 749, se tornou ministro juntamente com Abul Jame e chefe do departamento fiscal. E, por fim, ele também foi o tutor da filha do califa.
Sob o califado de Almançor, ele foi apontado como governador da província de Pérsis e, após ajudar a obter a renúncia do príncipe Issa ibne Muça na sucessão ao califado em 7654, foi feito governador do Tabaristão. Ele construiu a cidade de Almançora. Posteriormente, foi envolvido na fundação de Bagdá e protestou contra o uso de material das ruínas de Ctesifonte na construção da nova cidade.
Em 765 (ou 775), ele caiu em desgraça com o califa por causa de intrigas políticas e recebeu uma pesada multa, recebendo a ajuda de al-Khayzuran, a esposa do então príncipe Almadi, para pagá-la. Contudo, após as revoltas curdas em Moçul, Calide foi designado como governador da cidade, posto que manteve até a morte de Almançor. Por volta desta época, seu filho, Iáia ibne Calide, foi também indicado como governador do Azerbaijão. A família continuou ganhando mais poderes e privilégios sob o califado de Almadi, com a ajuda de Iáia. Em 782, ele foi enviado como guardião na expedição militar liderada por Harune Arraxide (que tinha apenas vinte anos) contra o Império Bizantino e que chegou até o Bósforo.